# 长序缬草
长序缬草（学名：Valeriana hardwickii）为忍冬科缬草属的植物。分布于印度尼西亚、尼泊尔、锡金、缅甸、印度、喜马拉雅山区的不丹以及中国大陆的江西、湖北、四川、湖南、云南、广东、贵州、西藏、广西等地，生长于海拔1,000米至3,500米的地区，多生长在林下、林缘、草坡以及溪边，目前尚未由人工引种栽培。

## 别名
阔叶缬草（广西）、老君须（四川）